# Ballistic – Robbanásig feltöltve
A Ballistic – Robbanásig feltöltve (eredeti címe: Ballistic: Ecks vs. Sever) 2002-ben bemutatott amerikai–német akciófilm. A főszerepben Antonio Banderas és Lucy Liu látható. Az akciódús történetben két titkosügynök eleinte egymás ellenségei, majd összefognak a közös ellenséggel szemben. A film kritikailag és anyagilag is nagyot bukott.

## Cselekménye
|  | Alább a cselekmény részletei következnek! |

Michaelt, Robert Gant (Gregg Henry), a Defense Intelligence Agency (DIA) igazgatójának 5-6 éves kisfiát elrabolják közvetlenül az után, hogy berlini utazásáról visszatér, bár több fegyveres testőr vigyáz a biztonságára. Autókonvojukat egy csuklyát viselő, kínai nő támadja meg, és miután minden testőrt harcképtelenné tesz, magával viszi a gyereket.  Az elrabló neve Sever (Lucy Liu). A valamikori FBI ügynökre, Jeremiah Ecks-re (Antonio Banderas) bízzák a gyerek hollétének kiderítését. Volt főnöke azzal zsarolja, hogy tudja, hol van a halottnak hitt felesége, de csak akkor mondja meg neki, ha ennek az ügynek a végére jár. Ecks rájön, hogy az elrabló valószínűleg azok közül a kínai lányok közül került ki, akiket annak idején a DIA gyilkolásra képezett ki. Severt az FBI és a DIA ügynökei is keresik, ez utóbbiak vezetője Ross (Ray Park).
Ecks tudomására jut, hogy Gant valószínűleg ellopott Berlinben egy új fejlesztésű nanorobotot, amit ha emberi testbe juttatva aktiválnak, akkor halált okoz, amit nem lehet megkülönböztetni a természetes haláltól. Rájönnek, hogy Gant a fegyvert a saját fia testében csempészhette be az Egyesült Államokba, ezért is fontos neki a fia visszaszerzése.
Robert Gant felesége Vinn (Talisa Soto), aki korábban Ecks felesége volt, de Gant évekkel ezelőtt úgy intézte, hogy mindketten azt hiszik, a másik egy autóban elrejtett pokolgép robbanásában meghalt. Gant ugyancsak megölte korábbi ügynöke, Sever (Lucy Liu) férjét és kislányát, aki emiatt rabolta el Gant gyerekét. Amikor Vinn és Ecks találkoznak, az asszony elmondja, hogy a gyermek nem Ganté, hanem Ecksé.
Az utolsó összecsapás egy régi vasútállomás közelében zajlik le. Itt Ross és Gant, valamint zsoldosaik összecsapnak Ecks-szel és Severrel, akik az érkezésükre számítva robbanóanyagokkal és a maguk számára fegyverekkel előkészítették a terepet. Gant megpróbál alkut kötni Severrel, de Sever szerint ez túl késő.  Sever és Ross, mivel korábban kollégák voltak, lőfegyverek nélkül küzdenek meg, először késekkel, majd puszta kézzel. Az összecsapás végén Ross meghal. Gant találkozik a „fiával”, akinek a karjában az elrejtett fegyvert keresi, az azonban nincs ott, ezért elengedi az anyjával és Ecks-szel együtt. Sever egy rövid párbeszéd után megnyom egy gombot, aminek hatására Gant meghal, mert a titkos fegyver ekkor már az ő testében volt.
Miután a helyi rendőrség és az FBI megjelenik, nem találnak arra utaló nyomot, hogy Sever a helyszínen volt.
Sever és Ecks egy kikötői daru tetején beszélgetnek, majd Sever eltűnik, Ecks pedig visszatér a megtalált családjához.
|  | Itt a vége a cselekmény részletezésének! |

## Szereplők
| Szerep                     | Színész          | Magyar hang    |
| -------------------------- | ---------------- | -------------- |
| Jeremiah Ecks ügynök       | Antonio Banderas | Széles László  |
| Sever ügynök               | Lucy Liu         | Kökényessy Ági |
| Robert Gant / Clark ügynök | Gregg Henry      | Sörös Sándor   |
| A. J. Ross                 | Ray Park         | Megyeri János  |
| Rayne Gant / Vinn Ecks     | Talisa Soto      | Major Melinda  |
| Julio Martin               | Miguel Sandoval  | Koroknay Géza  |
| Harry Lee ügynök           | Terry Chen       |                |
| Zane                       | Roger Cross      |                |
| Bennett ügynök             | Sandrine Holt    |                |
| Fleming ügynök             | Steve Bacic      |                |
| Michael Gant               | Aidan Drummond   |                |
| Curtis ügynök              | Eric Breker      | Balázsi Gyula  |
| Edgar Moore                | Tony Alcantar    |                |
| Sötétruhás férfi           | David Parker     |                |
| Csinos lány                | Josephine Jacob  |                |

## Fogadtatás
A kritikusok negatív kritikákkal illették a filmet, elsősorban azt hiányolták, hogy nincs benne „ellensúly”, és a humoros vonás is hiányzik belőle.
A Rotten Tomatoes filmkritikusaitól a film 108 negatív kritikát kapott és egyetlen pozitívat sem.
Az egyik tényszerű kritika az volt, hogy az FBI mint egyesült államokbeli bűnüldöző szervezet, nem tevékenykedhet Vancouverben (Kanada).
A film pénzügyileg nem volt sikeres, a 70 milliósra becsült költségvetése nem térült meg a 20 milliós bevételéből.

## Filmzene
A film zenéjét Don Davis szerezte.
- "Name of the Game" - The Crystal Method
- "Hell Above Water" - Curve zenekar
- "Stupify" - Disturbed zenekar
- "Smartbomb" (Plump DJ's remix) - BT
- "Go" - Andy Hunter°
- "Bloodlock" - Sasha

## Videójáték
A Game Boy Advance platformra készített lövöldözős játékot, az Ecks vs. Sever-t 2001-ben adták ki, egy évvel a film elkészítése előtt. Története a film forgatókönyvének korai változatán alapult.
A játékot műszakilag jól készítették el, a filmnél sokkal jobban fogadták a felhasználók.
A film bemutatója után egy második játékot is kiadtak, ennek címe: Ballistic: Ecks vs. Sever, ami a film történeti szálát követi, ezt az első játék folytatásának tekintették. Az IGN-n nagyon pozitív kritikákat kapott.